# Germaine (Marne)
Germaine és un municipi francès, situat al departament del Marne i a la regió del Gran Est. L'any 2007 tenia 541 habitants.

## Demografia

### Població
El 2007 la població de fet de Germaine era de 541 persones. Hi havia 200 famílies, de les quals 36 eren unipersonals (8 homes vivint sols i 28 dones vivint soles), 64 parelles sense fills, 96 parelles amb fills i 4 famílies monoparentals amb fills.
La població ha evolucionat segons el següent gràfic:
Habitants censats

### Habitatges
El 2007 hi havia 210 habitatges, 199 eren l'habitatge principal de la família, 9 eren segones residències i 2 estaven desocupats. 195 eren cases i 15 eren apartaments. Dels 199 habitatges principals, 162 estaven ocupats pels seus propietaris, 27 estaven llogats i ocupats pels llogaters i 10 estaven cedits a títol gratuït; 1 tenia una cambra, 9 en tenien dues, 14 en tenien tres, 38 en tenien quatre i 137 en tenien cinc o més. 167 habitatges disposaven pel capbaix d'una plaça de pàrquing. A 61 habitatges hi havia un automòbil i a 122 n'hi havia dos o més.

### Piràmide de població
La piràmide de població per edats i sexe el 2009 era:
| Homes | Edats   | Dones |
| ----- | ------- | ----- |
| 0     | 95 o +  | 0     |
| 0     | 90 a 94 | 4     |
| 0     | 85 a 89 | 0     |
| 0     | 80 a 84 | 4     |
| 4     | 75 a 79 | 0     |
| 12    | 70 a 74 | 4     |
| 4     | 65 a 69 | 8     |
| 8     | 60 a 64 | 20    |
| 12    | 55 a 59 | 8     |
| 20    | 50 a 54 | 16    |
| 12    | 45 a 49 | 12    |
| 24    | 40 a 44 | 16    |
| 20    | 35 a 39 | 28    |
| 36    | 30 a 34 | 24    |
| 8     | 25 a 29 | 12    |
| 4     | 20 a 24 | 12    |
| 28    | 15 a 19 | 4     |
| 16    | 10 a 14 | 32    |
| 20    | 5 a 9   | 20    |
| 24    | 0 a 4   | 24    |

## Economia
El 2007 la població en edat de treballar era de 354 persones, 276 eren actives i 78 eren inactives. De les 276 persones actives 263 estaven ocupades (136 homes i 127 dones) i 13 estaven aturades (5 homes i 8 dones). De les 78 persones inactives 27 estaven jubilades, 31 estaven estudiant i 20 estaven classificades com a «altres inactius».

### Ingressos
El 2009 a Germaine hi havia 192 unitats fiscals que integraven 523,5 persones, la mediana anual d'ingressos fiscals per persona era de 23.831 €.

### Activitats econòmiques
Dels 17 establiments que hi havia el 2007, 1 era d'una empresa alimentària, 1 d'una empresa de fabricació d'altres productes industrials, 3 d'empreses de construcció, 3 d'empreses de comerç i reparació d'automòbils, 2 d'empreses financeres, 1 d'una empresa immobiliària, 4 d'empreses de serveis i 2 d'empreses classificades com a «altres activitats de serveis».
Dels 3 establiments de servei als particulars que hi havia el 2009, 1 era un paleta, 1 guixaire pintor i 1 fusteria.
L'únic establiment comercial que hi havia el 2009 era una fleca.
L'any 2000 a Germaine hi havia 3 explotacions agrícoles que ocupaven un total de 132 hectàrees.

## Equipaments sanitaris i escolars
El 2009 hi havia una escola elemental.

## Poblacions més properes
El següent diagrama mostra les poblacions més properes.